# Муханов Микола Іванович
Микола Іванович Муханов (1882—1942) — російський та радянський письменник-фантаст, режисер, журналіст, актор, поет.
Відомий головним чином завдяки своєму фантастичному роману «Палаючі безодні».

## Біографія
Народився 1882 року в Сизрані, в сім'ї типографського робітника. З дитинства захоплювався театром. У 1903 році в П'ятигорську вступив у антрепризу С. В. Брагіна, артиста петербурзького театру, під псевдонімом Горедолин. Протягом кількох років працював у Брагіна в Громадському зібранні в Санкт-Петербурзі, виступаючи в епізодичних ролях і виконуючи посаду помічника режисера. Потім приєднався до трупи Л. В. Яворської, кілька років працював у її петербурзькому і тифліському театрах. З 1909 по 1914 років служив як помічник режисера в театрі Незлобіна і Михайлівського в Ризі, літні сезони проводив у гастрольних поїздках.
У 1917 році жив у Юр'єві, працював редактором газети «Юр'ївський ранок». У 1918 працював у петроградському Пролеткульті, в 1919—1920 роках як головний режисер — у театрі Політвідділу 3-ї армії в Свердловську в 1921—1922 роках — у театрі Балтфлоту, в 1924 році — в театрі «Просвіта» в Ленінграді. Того ж року дебютував як письменник-фантаст, надрукувавши в журналі «Світ пригод» роман «Палаючі безодні».
Потім працював у пересувних театральних колективах (до 1934 року) і як керівник самодіяльних художніх гуртків на різних ленінградських підприємствах.

## Літературна творчість
У 1915 році опублікував у збірнику «Літератори і художники — воїнам», що вийшов в Ризі, вірш «Нічна атака» фантастичне оповідання «Сад принцеси Ангамітри (індійська легенда)».
Писав вірші, хоча більшість з них залишилися неопублікованими. Єдина збірка його віршів «Химери» була надрукована в 1918 році. В архіві російської національної бібліотеки значаться також його поетичні збірки «П'ятий рік» (1905—1907), «Дзеркало Селени» (1907—1918), «Море» (1908—1922), «Книга Сарказму і Печалі» (1908—1922), «Ідеї і осяяння» (1922), «Звучать сфери» (1922), «Юний хміль» (1912—1922), «Сонети» (1922—1934), але жодних свідчень про їх видання не має.
В 1918 році в журналі «Прийдешнє» опублікував статтю «До організації пролетарського театру», в якій доводив, що класичні п'єси потрібні новому театру, а адаптація до репертуару смакам натовпу неприпустима.
У 1920-ті роки досить активно публікувався як журналіст (іноді під псевдонімом Н. А. Гем).
У 1924 році опублікував (спочатку в журналі «Світ пригод», а потім окремим виданням) свій найвідоміший твір — фантастичний роман про війну цивілізацій Землі і Марса «Палаючі безодні», в першу радянської науково-фантастичної літератури «космічну оперу».
У 1927 році опублікував у тому ж «Світі пригод» науково-фантастичне оповідання «Атавістичні ухили Бусса». Сюжет оповідання побудований на фантастичному хімічному препараті, вживши який, головний герой протягом кількох годин встигає побувати Петром I (і зустрітися з А. П. Ганнібалом), як північний абориген битися з білим ведмедем, поцарювати в Атлантиді та нарешті зробитися мавпою.

## Твори

### Книжки
- Муханов Н. Химери: [Збірка поезій]. — Петроград : Прометей, 1918. — 48 с.
- Муханов Н. Палаючі глибини: Фантаст. роман у 3-х ч / Іл. М. Мизернюка. — Л.
- Муханов Н. Палаючі глибини: Фантаст. роман у 3-х ч / Іл. М. Мизернюка. — Л., 1927. — 112 с.
- Муханов Н. Палаючі безодні. — Київ, 2010. — 252 с. — 800 прим. — ISBN 5-89806-054-2.
- Муханов Н. Палаючі безодні. — М.-СПб., 2010. — 320 с. — (Мала бібліотека пригод) — ISBN 978-5-4224-0038-6.

### Окремі публікації
- Муханов Н. Сад принцеси Ангамітри (індійська легенда) // Літератори і художники – воїнам. — Рига, 1915.
- Муханов Н. Нічна атака: [Вірш] // Літератори і художники – воїнам. — Рига, 1915.
- Муханов Н. До організації пролетарського театру // Прийдешнє. — Петроград, 1918.
- Муханов Н. Війна землі з Марсом у 2423 році: [Глави з роману «Палаючі безодні»] // Світ пригод. — 1924. — № 1.
- Муханов Н. Бранці Марса: [Глави з роману «Палаючі безодні»] // Світ пригод. — 1924. — № 2.
- Муханов Н. Той, у чиїх руках долі світів: [Глави з роману «Палаючі безодні»] // Світ пригод. — 1924. — № 3.
- Муханов Н. Атавістичні ухили Бусса: Фантаст. розповідь // Світ пригод. — 1927. — № 5. — С. 20—30.
- Муханов Н. В. (літературна запис Дорохова А. А.). Зі спогадів Н. В. Муханова // На провінційній сцені. Спогади. — М.-Л., 1937. — С. 143—192. — (Театральні мемуари).
- Муханов Н. Палаючі безодні (роман) // Дерев'яна королева: Російська фантастична проза 20-х років XX століття / упоряд. Ю. Медведєв. — М., 1999. — С. 291—491. — ISBN 5-268-00454-9.